# برونو رودريغو فيريرا سيلفا
برونو رودريغو فيريرا سيلفا (26 يناير 1994 بلوروسا في البرتغال - ) هو لاعب كرة قدم برتغالي في مركز الدفاع. لعب مع نادي بورتو.

## وصلات خارجية
- برونو رودريغو فيريرا سيلفا على موقع قاعدة بيانات كرة القدم.إي يو (الإنجليزية)
- برونو رودريغو فيريرا سيلفا على موقع Soccerway.com (الإنجليزية)